# Atari Interactive
Pour un article plus général, voir Atari.
Atari Interactive Inc. est la filiale américaine de l'entreprise française Atari SA. Atari Interactive a été un nom porté par plusieurs entreprises vidéo-ludiques depuis le début des années 1990. 
Au départ, Atari Interactive fut une division créée par Atari Corporation pour distribuer les produits de sa gamme sur PC comme l'adaptation du jeu Jaguar Tempest 2000. De 1998 à 2001, Atari Interactive, Inc. est une filiale créée par Hasbro Interactive qui y transfère les propriétés intellectuelles d'Atari Corporation rachetées auprès de JTS. La filiale est utilisée pour publier des jeux rétro comme Centipede, Asteroids ou Missile Command. En 2001, Infogrames Entertainment rachète Hasbro Interactive qui renomme sa nouvelle filiales Infogrames Interactive. Atari Interactive devient la propriété de IESA. Infogrames Interactive est renommé Atari Interactive Inc. lors de la fusion de ces deux entités en 2003 quand IESA décide de renommer Infogrames Inc. en Atari Inc..

## Historique

### 1996: Division PC d'Atari Corporation

Logo de la division Atari Interactive sous Atari Corporation.

Le 2 janvier 1996, Atari Corp. créé la division Atari Interactive pour distribuer des produits de la gamme PC. L'entreprise annonce officiellement la nouvelle au Winter Consumer Electronics Show pour « répondre au marché mondial des PC » et annonce la sortie de quatre titres (Tempest 2000, Highlander: The Last of the MacLeods, Baldies, et Flip Out!), et prévoit également les sorties de Missile Command 3D, Return to Crystal Castles, Interactive Rocky Horror Show et Virtual War. Mais dès la fin du mois de janvier, Atari Corp. en proie à des difficultés financières, licencie 20 employés et ferme la toute nouvelle division Atari Interactive.

### 1996 - 1998: Sous la direction de JTS
Le 12 février, Atari Corporation annonce un projet de fusion avec le fabricant de disques durs JTS. La fusion entre Atari Corp. et JTS Corporation est officialisée en juillet 1996. JTS délaisse Atari Corp., malgré ses déclarations contraires avant la fusion, déclare n'avoir « aucun intérêt à participer en aucune manière au marché des jeux vidéo ou du PC ». Dans le mois qui suit, JTS cesse les activités d'Atari Corporation, débauche 80 % de son personnel et commence à liquider progressivement ses actifs.

### 1998 - 2001: Filiale d'Hasbro Interactive
Le 23 février 1998, JTS Corporation est en difficultés financières et vend les propriétés intellectuelles d'Atari Corporation à Hasbro Interactive, plus précisément à une de ses filiales nommée Hiac Xi Corporation pour 5 millions de dollars en espèces. La filiale Hiac Xi est renommée Atari Interactive. Atari Interactive est utilisé dans le domaine du retrogaming pour produire et distribuer sous la marque Atari des remakes de jeux célèbres comme le remake de Centipede en 3D. Hasbro Interactive vend les licences de jeux Atari et plusieurs entreprises adaptent et sortent des jeux sur différentes plateformes comme le PC ou les consoles Nintendo 64, Game Boy, Game Boy Color, Dreamcast, PlayStation. Plusieurs adaptations comme Qbert, Missile Command ou Asteroids sur PC ou des compilations en collaboration avec Midway Home Entertainment comme Arcade's Greatest Hits: The Atari Collection 2 sont publiées. Le 13 mai 1999, Hasbro Interactive libère les droits de la Jaguar permettant aux entreprises n'ayant pas obtenu de licence de développer des jeux sur la plateforme, mais seulement quelques jeux sortent en 2000 sur la console en fin de vie.

### 2001 - 2003: Filiale d'Infogrames Entertainment
Le 6 décembre 2000 Infogrames Entertainment et Hasbro Inc. (cette dernière est en difficulté financière) annoncent conjointement avoir trouvé un accord concernant la vente d'Hasbro Interactive. Le 29 janvier 2001, Hasbro revend 100 % de Hasbro Interactive à l'éditeur de logiciels français Infogrames. La vente comprend presque tous les droits des jeux vidéo et des propriétés Hasbro Interactive, la filiale Atari Interactive, la marque Atari et ses propriétés intellectuelles, la division Games.com, le développeur MicroProse avec une liste de 250 titres, mais ne comprennent pas la propriété d'Avalon Hill, la totalité pour un prix de 100 millions de dollars,. Pendant les deux premières années, Infogrames Entertainment utilise la marque Atari à l'instar de son prédécesseur Hasbro Interactive, l'entreprise accorde des licences d'anciens jeux Atari à des entreprises tierces pour les adapter sur différentes plateformes comme Breakout de MacSoft Games ou en faire des compilations. Elle publie également sous Infogrames Interactive (Hasbro Interactive est renommé Infogrames Interactive lors de son rachat) des compilations comme Atari Anniversary Edition ou Atari Revival.
Team Play sort en 2001 la borne d'arcade Classic Arcade développée par Cosmodog proposant plusieurs hits classiques Atari (Centipede, Missile Command, Millipede), les jeux sont sous licence Atari Interactive et Midway Games West. En 2002, une nouvelle version est commercialisée avec en plus Let's Go Bowling.
En octobre et novembre 2001, deux jeux sont publiés sous la marque Atari Interactive Splashdown et MX Rider sur PlayStation 2 et Xbox.
Le 14 mai 2002, JAKKS Pacific, Inc. annonce que sa filiale Toymax International a signé un accord avec Infogrames Interactive pour développer l'Atari 10-In-1 TV Games, une console de jeux permettant de jouer aux jeux Atari 2600. La console est constituée d'un joystick qui ressemble à celui de la 2600 avec un seul fil, la console est située dans la base du joystick et possède quelques boutons pour la commander. L'Atari 10-In-1 TV Games sort en 2003.

### 2003 - 2013: Fusion avec Infogrames Interactive

À partir de fin 2002, Infogrames Entertainment fait évoluer le logo d'Atari Interactive.

Le 7 mai 2003, Infogrames Entertainment SA renomme sa filiale américaine Infogrames Inc. en Atari Inc. ; Infogrames Interactive est fusionné avec Atari Interactive, la nouvelle entité porte le nom de cette dernière et devient filiale de la toute nouvelle Atari Inc. La marque Atari est utilisée pour développer, publier et distribuer des jeux sur les consoles de jeux vidéo les plus vendues et sur PC, la marque Infogrames est abandonnée. Les publications sont dorénavant effectuées via Atari Inc..
Le 21 janvier 2013, Atari Inc. et Atari Interactive Inc. ainsi qu'Atari SA font faillite.
Le 5 décembre 2013, la cour américaine accepte un plan de remboursement de la dette d'Atari payable à Alden Global Capital, permettant à Atari Inc. d'être relancée. Le 24 décembre 2013, Atari SA reprend le contrôle de ses filiales américaines Atari Inc. et Atari Interactive.

### 2014
Frédéric Chesnais, un ancien employé d'Infogrames Entertainment de 2000 à 2007, président de Ker Ventures, fait renaître la marque en lançant la création début 2014 d'une nouvelle plateforme de jeu en ligne appelée Atari Casino, dont le but est de se concentrer sur les jeux sociaux de casino en ligne,. Frédéric Chesnais dirige une nouvelle équipe de 10 employés.